# Метдепеннинген, Ипполит
Ипполит Дезире Метдепеннинген (нидерл. Hippolyte-Désiré Metdepenningen; 1799–1881) — бельгийский юрист и политик.

## Биография

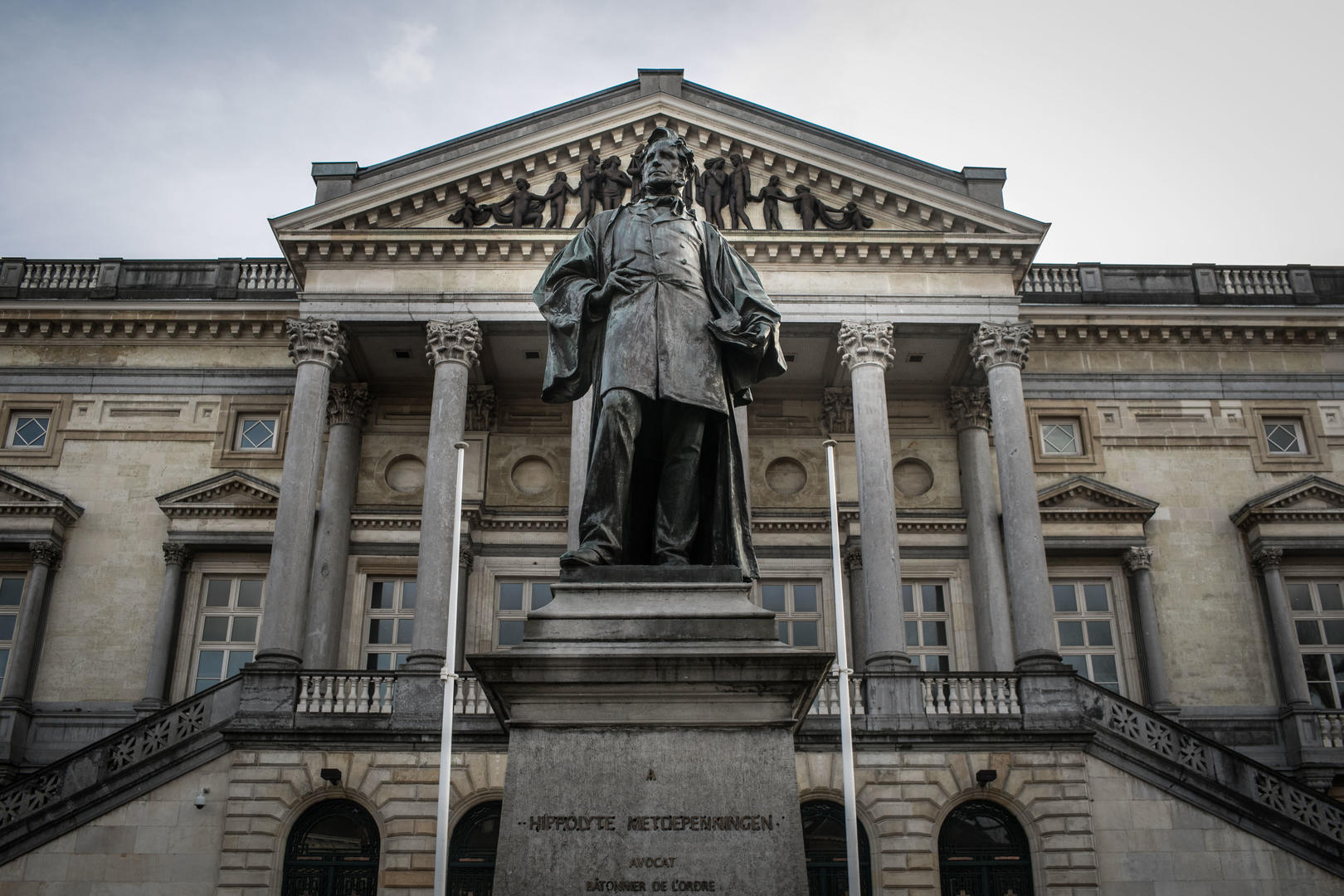
Памятник Ипполиту Метдепеннингену перед Дворцом Правосудия, Гент. Скульптор Жюльен Дилленс, 1886

Родился в 1799 году в Генте. В возрасте 19 лет поступил в только что основанный Гентский университет и позднее одним из первых получил там докторскую степень. После Бельгийской революции поддержал оранжистов, стремившихся к воссоединению Бельгии с Нидерландами. Оражнисты полагали, разделение между Севером и Югом не продлится долго. Одним из главных центров оранжистов был город Гент, где их поддерживало зажиточное фламандское население. В этот период Метдепеннинген был избран в гентский муниципальный совет по списку оранжистов и заседал в нём в 1831—1848 годах.
Был председателем Гентской ассоциации адвокатов. 
В 1846 году стал одним из основателей Либеральной партии Бельгии. В 1848 году надеялся на воссоединение Бельгии с Нидерландами на фоне революционных потрясений в целом ряде европейских стран, но, разочаровавшись, отошёл от общественной жизни. 
Скончался в 1881 году в Генте.
Несмотря на то, что Метдепеннинген являлся последовательным противником бельгийской государственности, в современной Бельгии его чаще всего вспоминают благодаря памятнику в полный рост, который установлен ему перед Дворцом Правосудия в Генте.
Памятник, выполненный скульптором Жюльеном Дилленсом на средства сторонников политика, был установлен в 1886 году без разрешения бельгийского правительства, но благополучно сохранился до наших дней.